# Твердооксидный топливный элемент

Схема работы твердооксидного топливного элемента

Твердоокси́дные (твердоо́кисные) то́пливные элеме́нты (англ. Solid-oxide fuel cells, SOFC) — разновидность топливных элементов, электролитом в которых является керамический материал (например, на базе диоксида циркония), проницаемый для ионов кислорода. Эти элементы работают при очень высокой температуре (700—1000 °C) и применяются в основном для стационарных установок мощностью от 1 кВт и выше. Их отработанные газы могут быть использованы для приведения в действия газовой турбины, чтобы повысить общий коэффициент полезного действия. КПД такой гибридной установки может достигать 70 %.
КПД выпускаемых топливных элементов достигает 60 %.

## Принцип действия
Твердооксидный топливный элемент состоит из катода, анода и расположенного между ними электролита. В него с разных сторон подается топливо и воздух (кислород). Ионы кислорода и молекулы топлива встречаются и между ними происходит химическая реакция, в результате которой генерируется тепло и электроэнергия. Отходом реакции в случае водородного топлива является вода.
В этих топливных элементах ионы кислорода проходят через твёрдый оксид, который используется в качестве электролита, и при высокой температуре реагируют с водородом на аноде. Хотя в твердооксидных топливных элементах необходима высокая рабочая температура (что требует специальных керамических материалов), зато они не нуждаются в таком дорогом катализаторе, как платина (в отличие от топливных элементов с протонно-обменной мембраной). Это также значит, что твердооксидные топливные элементы не отравляются монооксидом углерода, и в них могут использоваться разные виды топлива. Твердооксидные топливные элементы могут работать на метане, пропане, бутане, биогазе. Сера, содержащаяся в топливе, должна быть удалена перед поступлением его в топливный элемент, что легко сделать с помощью адсорбентов. Сера может и не удаляться из топлива, но тогда необходимо будет повысить рабочую температуру (не менее 700 °C).

## Область применения
- Крупные стационарные установки мощностью 1 МВт и выше;
- Бытовые стационарные установки мощностью 100 Вт — 10 кВт;
- Установки для бортового электропитания транспорта (например, автомобильные рефрижераторы) мощностью порядка 5 кВт;
- Силовые установки водного транспорта.

## Перспективные разработки
Ведутся исследования по снижению рабочей температуры. Удалось снизить температуру до 500—600 °C.
Компания FuelCell Energy (США) в 2007 году проведёт испытания силовой установки на SOFC для морских судов.
В США создан альянс Solid State Energy Conversion (SECA). SECA — альянс индустриальных групп, работающих над ускорением коммерциализации SOFC-систем для стационарных, транспортных и военных приложений. Альянс работает над программой Coal-Based Systems («системы на базе угля»), целью которой является строительство чистых угольных электростанций, производящих энергию в водородных топливных элементах.
Члену альянса — компании General Electric — к концу 2006 года удалось снизить стоимость SOFC до 254 долл. за 1 кВт установленной мощности.
Компания Violet Fuel Cell Sticks в марте 2008 года объявила о достижении объёмной плотности мощности SOFC в 15 кВт/литр.
В России производством энергоустановок на базе твердооксидных топливных элементов занимается ООО «Уральская производственная компания», являющаяся резидентом инновационного центра «Сколково».
Особый интерес представляют твердоокисные топливные элементы с прямым окислением сероводорода — Direct Hydrogen Sulfide Solid Oxide Fuel Cell или расплавленной серы — MS-SOFC (недоступная ссылка). Выделяемый при этом диоксид серы может «дожигаться» в топливном элементе с протонно-обменной мембраной до триоксида серы, из которого затем производится серная кислота — ценное химическое сырье. Кроме того, в производство электроэнергии в данном случае вовлекается металлургическая промышленность, поскольку сероводород может быть получен при переработке сульфидных металлических руд. Учитывая, что запасы сульфидов (включая мантию и ядро Земли) составляют около 2,9 % от массы планеты, данная технология может представлять собой практически неисчерпаемый источник энергии.